# Павелецкий путепровод
Павеле́цкий путепрово́д — железнодорожный путепровод на Павелецком направлении Московской железной дороги в Москве, Донской район ЮАО.

## Расположение
Расположен на границе Большой Тульской улицы и Варшавского шоссе.

## История
- Первый путепровод был сооружён в 1899 году под руководством В. В. Тимофеева, — главного инженера строительства Павелецкого направления Рязано-Уральской железной дороги.
- Первая реконструкция моста была проведена в 1954 году по проекту инженера С. М. Воронина и архитектора Ю. И. Гольцева.
- В 2004—2006 гг. путепровод был полностью перестроен.

### Строительство
- Заказчик: ООО «Организатор»
- Генпроектировщик: ГУП «Мосинжпроект»
- Генподрядчик: ОАО Корпорация «Трансстрой»
- Головной исполнитель: МТФ «Мостоотряд № 4» ОАО «Мостотрест»

## Конструкция
Путепровод представляет собой две отдельно стоящие металлические полигональные фермы с ездой понизу длиной по 98,4 м и плитами безбалластного мостового полотна.
- Монтаж ферм выполнен продольной надвижкой со стапелей на подходах с использованием временных опор или опор старого путепровода частично разобранных и монолитные железобетонные плитные пролётные строения длиной по 10,4 м сооружаемые на сплошных подмостях.
- Опоры — монолитные на буронабивных сваях (БНС) диаметром 1,5 м, длиной до 18 м.
- Подпорные стенки:
  - три — из монолитного железобетона, в том числе две длиной 80 м и 15 м на БНС-1,5 и одна длиной 132 м на естественном основании;
  - одна — длиной 12 м на естественном основании, из сборных железобетонных блоков конструкции ЦНИИС с применением армирования в насыпь георешёткой.
- Дополнительно произведено:
  - строительство новой (длина 260 м, ширина 4 м) и реконструкция старой (длина 260 м, ширина 7 м) железнодорожных платформ;
  - реконструкция и строительство железнодорожных путей (2100 м), монтаж 46 опор контактной сети, 14 жёстких поперечин, прокладка 0,9 км оптико-волоконного кабеля, переустройство более 45 км кабелей связи и СЦБ;
- Всего было:
  - уложено 4700 м3 железобетона,
  - смонтировано 1024 тонны металлоконструкций пролётных строений.

## Интересные факты
- Во многих изданиях ошибочно называется «Варшавским»; из-за этого его часто путают с Донбасским (Варшавским) путепроводом.
- Реконструкция проводилась без закрытия движения поездов, трамваев и автотранспорта в условиях плотной городской застройки. От старого путепровода не осталось ничего, даже опоры новые (среднюю убрали).
  - На первом этапе (начало — сентябрь 2004 года) были демонтированы пролёты 3-го пути (северная сторона) и на этом месте сооружён новый двухпутный мост.
  - В июле 2005 года движение было перенесено на новый мост; на оставшемся месте был сооружён однопутный мост с южной стороны и оставлен задел под 4-й путь. Таким образом, железнодорожные пути оказались смещены к северу.